# Халльвард Вебьёрссон

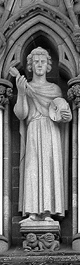
Статуя Халльварда Вебьёрнссона в Нидаросском соборе

 Халльвард Вебьёрнссон , святой Халльвард (норв. Hallvard Vebjørnsson; 1020, Лиер, Норвегия — 1043, Норвегия) — святой Римско-Католической Церкви, мученик, является покровителем Осло, почитается в Католической церкви заступником невинных людей.
Святой Халльвард был сыном норвежского аристократа Вебьёрна из Хусаби (Huseby (Lier)). Его мать была знакома со святым Олафом, покровителем Норвегии. О его жизни мало известно, все биографические данные связаны с его смертью. Халльвард вступился за обвинённую в воровстве беременную женщину, скорее всего рабыню-тир, и дал ей убежище на своём корабле. В результате Халльвард и женщина были убиты стрелами из луков. Привязав убитого Халльварда к мельничному жернову, убийцы пытались утопить тело в море возле фьорда Драммен, но оно не тонуло. В результате убийство Халльварда было раскрыто.
Почитание Халльварда возникло в Католической церкви в Средние века. Он считается заступником невинных людей. В 1130 году в Осло был построен кафедральный собор, носящий его имя, где хранились его мощи. К XVII веку этот собор пришёл в упадок, и от него в настоящее время остались только одни руины.
День памяти в Католической церкви — 15 мая.
Почитается в Православии, как в принципе и все святые, прославленные до разделения.

## Источник
- Статья о св. Халльварде (норв.)